# Christiaan Beekhuis (1899-1975)
Christiaan Houdijn Beekhuis (Leiden, 14 juni 1899 - Amsterdam, 27 mei 1975) was een Nederlands jurist en raadsheer in de Hoge Raad der Nederlanden.
Beekhuis werd geboren te Leiden als zoon van mr. Christiaan Houdijn Beekhuis (1874-1952), president van het Gerechtshof Leeuwarden, en diens echtgenote Johanna Martina Dutry van Haeften. Zijn grootmoeder van vaderskant was de feministische schrijfster Geesje Feddes; zijn jongere broer Jacob Beekhuis zou regeringscommissaris, hoogleraar aan de Rijksuniversiteit Groningen en lid van de Raad van State worden. Hij studeerde rechten aan de Universiteit Leiden van 1917 tot 1921, waar hij op 24 juni 1921 promoveerde op stellingen. Na zijn promotie werd hij advocaat te Rotterdam (1921-1922) en vervolgens te Leeuwarden (1922-1946). In 1934 werd hij daarnaast rechter-plaatsvervanger bij de Rechtbank Leeuwarden. Na de oorlog was hij twee jaar lang auditeur-militair van de krijgsraad te velde, waarna hij in 1948 weer advocaat werd, ditmaal in Amsterdam. In 1952 werd hij benoemd tot raadsheer bij het Gerechtshof Amsterdam.
Op 5 november 1963 werd Beekhuis aanbevolen voor benoeming tot raadsheer in de Hoge Raad, ter vervulling die was ontstaan door het pensioen van de president Pieter Hendrik Smits en de bevordering van Frits de Jong tot vicepresident. De Tweede Kamer nam de aanbeveling ongewijzigd over en de benoeming volgde op 6 december van dat jaar. Op 1 juli 1969 werd Beekhuis ontslag verleend in verband met het bereiken van de 70-jarige leeftijd; hij werd als raadsheer opgevolgd door Huib Drion.
Beekhuis trouwde op 4 april 1925 te Leeuwarden met Hendrika Hermanna Menalda; een van hun kinderen, eveneens Christiaan geheten, zou ook raadsheer in de Hoge Raad worden. Beekhuis overleed in 1975 op 75-jarige leeftijd.